# Багратиони, Текле
Текле Ираклиевна Багратиони, или Текле Ираклиевна Багратион-Грузинская (груз. თეკლე; 1776, Картли-Кахетинское царство — 11 марта 1846, Тифлис, Российская империя) — представитель династии Багратионов, картли-кахетинская царевна. В замужестве княгиня Орбелиани. Грузинская поэтесса. Мать грузинских поэтов Александра и Вахтанга Орбелиани.

## Биография
Родилась в 1776 году в семье картли-кахетинского царя Ираклия II и его третьей жены Дареджан Дадиани. Была любимой дочерью отца, который за бойцовский характер звал её «Текле-мальчишка» (груз. თეკლე-ბიჭი). 7 сентября 1800 года царевна вышла замуж за князя Вахтанга Орбелиани (1769—1.03.1812), моурави Сагареджо, в браке с которым у неё родились четыре сына: Александр (3.05.1801 — 9.12.1869), Николоз (род. и ум. 1803), Димитрий (1806—1882), Вахтанг (5.04.1812 — 29.09.1890).
В отличие от других членов царской семьи, Текле не была насильственно вывезена из Картли-Кахети российскими властями, после аннексии царства в 1801 году. Она была удостоена Малого креста ордена Святой Екатерины. Судьба семьи самой Текле отразила неоднозначную ситуацию, в которой оказалось местное дворянство с установлением в Картли-Кахети российского правления. Её муж, князь Вахтанг Орбелиани, поступил на службу в российскую армию в звании полковника и был убит в боях против грузинских повстанцев в Кахети в марте 1812 года. А Текле, которая, как и сестры-царевны Мариам и Кетеван, была поэтом, писала стихи, наполненные тоской и плачем об утраченном царстве. Среди нескольких сохранившихся стихотворений есть её реакция на отчаяние сестры «В ответ царевне Кетеван» (груз. პასუხად ქეთევან ბატონიშვილს).
В 1832 году дом семьи Текле в Тифлисе стал местом встреч участников заговора грузинских дворян и интеллигентов, недовольных российским правлением. Планируемое восстание, направленное на восстановление независимого грузинского царства, было раскрыто из-за предательства, а заговорщики были арестованы российскими военными властями. Текле разделила со своими сыновьями участь изгнанницы в Калуге, где жила с 11 октября 1834 по 6 мая 1835 года. Дом в Калуге сохранился, современный адрес — улица Степана Разина, д. 22
В 1835 году ей разрешили вернуться в Тифлис, где она жила до самой смерти, наступившей 11 марта 1846 года. Царевну похоронили в соборе Светицховели, в Мцхете.